# Edwin Neal
Edwin Neal (Houston, 12 de julho de 1945) é um ator norte-americano conhecido por interpretar os papéis do "Hitchhiker" (Caronista) no filme de terror cult The Texas Chain Saw Massacre (1974) e de Lord Zedd, vilão da série Mighty Morphin Power Rangers. Dublador e ator, há anos vem atuando nas telas e fora delas, incluindo três dublagens no jogo para Wii Metroid Prime 3: Corruption. Trabalhou com Oliver Stone no filme JFK (1991) e é o Doutor Robotnik em Sonic the Hedgehog: The Movie. Bateu um recorde ao dublar 26 vozes diferentes na única versão completamente inédita de todos os 103 episódios de Gatchaman (Batalha dos Planetas), incluindo o líder e vilão Berg Katse. Neal também participou da dublagem do jogo DC Universe Online.

## Carreira
Nascido em Houston, Texas, Neal, após o colegial, estudou na universidade de Lon Morris, em Jacksonville, e então começou a estudar artes cênicas na Universidade do Texas em Austin. Enquanto estava lá, Neal fez o teste para o papel do "Caronista" em The Texas Chain Saw Massacre e conseguiu. Ele comentou que quando fez o teste, agiu como um parente excêntrico dele. O filme acabou se tornando um clássico cult.
Neal continua atuando. Desde The Texas Chain Saw Massacre, seus papéis mais notáveis incluem o interrogador Mercer em JFK, de Oliver Stone, e o capanga de Big Chuck no filme My Boyfriend's Back (1993). Ele também fez algumas dublagens para filmes, videogames e desenhos animados. Além disso, Neal realiza anualmente turnês em todo o mundo, fazendo diversas aparições públicas como "O Caronista" em convenções sobre filmes de terror e similares. Em 2013, seu clássico personagem apareceu na sequência inicial de Texas Chainsaw 3D em imagens de arquivo do filme original. Seu projeto favorito é é interpretar Bassanio na produção teatral O Mercador de Veneza.

## Filmografia parcial

### Cinema
- 2015 - Kill or Be Killed - Bargsley
- 2013 - Halloween: Harvest of Souls 1985 - Xerife Rabin
- 2013 - Texas Chainsaw 3D - O Caronista (no início do filme, em imagens reaproveitadas do original de 1974)
- 2012 - Bone Boys / Butcher Boys - Freddy
- 2012 - Dropping Evil - Presidente Strode
- 2009 - Holy Hell - Bolton
- 2009 - It Came from Trafalgar - Chester Bleek
- 2008 - The Man Who Came Back - Guarda feio (não creditado)
- 2007 - Shudder - Frances
- 2006 - Satan's Playground - Leeds Boy
- 2006 - Mr Hell - Freemont
- 2004 - Murder-Set-Pieces - Bom Samaritano (como Ed Neal)
- 2002 - The M.O. Of M.I. - Bill
- 1993 - My Boyfriend's Back - Capanga de Big Chuck
- 1991 - JFK - Mercer
- 1991 - Knight Rider 2000 - Balconista do armazém
- 1990 - Good Girl, Bad Girl / Neurotic Cabaret - Nolan
- 1984 - Future Kill - Splatter
- 1974 - The Texas Chain Saw Massacre - O Caronista

### Televisão
- Dai-Guard - Osugi
- Sonic the Hedgehog: The Movie - Doutor Robotnik, Presidente
- Nadia: The Secret of Blue Water - Jean's Uncle
- Final Fantasy: Unlimited - Pist Shaz
- Happy Lesson - Tanuki
- Soul Hunter - lisei
- Getter Robo Armageddon - Gai
- Gatchaman (dublagem ADV) - Berg Katse[2]
- Gatchaman: The Movie - Berg Katse (BTVA Award de Melhor performance vocal de apoio masculino em um filme de anime / especial).[3]
- Steam Detectives - Dr. Guilty
- Lost Universe - Drunk, Barker, General Superintendente e Roy Glen
- Moeyo Ken TV - Nekomaru
- Ninja Resurrection - Souiken Mori
- Zaion: I Wish You Were Here - Dr. Domeki
- Mighty Morphin Power Rangers - Lord Zedd (não creditado)

### Videogames
- Metroid Prime 3: Corruption - Ghor, Trooper, Noncom e Incidentals
- DC Universe Online - Two-Face, Killer Croc, Harvey Bullock e Incidentals

### Dublagem
- Love Lost in a Boat - Narração
- Sonic the Hedgehog: The Movie - Presidente / Dr. Robotnik